# Szkolny
Szkolny (biał. Школьны; ros. Школьный) – osiedle na Białorusi, w obwodzie mińskim, w rejonie stołpeckim, w sielsowiecie Derewno.
Działa tu rzymskokatolicka parafia Najświętszego Serca Pana Jezusa w Chotowie.

## Historia
Dawniej w tym miejscu znajdował się dwór Chotów, będący własnością Łęskich.
W dwudziestoleciu międzywojennym leżał w Polsce, w województwie nowogródzkim, w powiecie stołpeckim, w gminie Rubieżewicze. W 1921 miejscowość liczyła 109 mieszkańców, zamieszkałych w 19 budynkach, w tym 101 Polaków i 8 Białorusinów. 87 mieszkańców było wyznania rzymskokatolickiego i 22 prawosławnego.
Po II wojnie światowej w granicach Związku Radzieckiego. Od 1991 w niepodległej Białorusi.

## Zabytki
- kościół parafialny pw. Najświętszego Serca Pana Jezusa
- pozostałości dworu Łęskich – budynek gospodarczy z XIX wieku. Majątek Łęskich w Chotowie jest opisany w 1. tomie Dziejów rezydencji na dawnych kresach Rzeczypospolitej Romana Aftanazego[3].